# ブルーリバー
ブルーリバー（英語: Blue River）は、日本のお笑いコンビ。ワタナベエンターテインメント九州事業本部所属。旧表記はBLUE RIVER。

## メンバー
- 青木 淳也（あおき じゅんや、1982年1月6日 - ）（43歳）

ツッコミ担当、立ち位置は向かって右。
福岡県福岡市出身。身長186cm、体重83kg。血液型はAB型。
九州産業大学卒業。愛称は青ちゃん。
陸上競技（短距離走・跳躍）をやっていた。
高校の地理歴史科の教員免許を所持している。
2016年3月23日、「胸に痛みを覚えて症状が段々重くなって耐えきれなくなり、同年3月22日に病院を受診したところ『A型急性大動脈解離』と診断され、同日19時から18時間に及ぶ緊急手術を受けた」ことが所属事務所によって発表された。同年6月16日に退院。入院中の病院食や退院後の体調管理から30kg減量した。
2017年3月22日、前述の手術から丸1年となったタイミングで、一般女性と結婚したことを発表。
- 川原 豪介（かわはら ごうすけ、1981年8月21日 - ）（43歳）

ボケ・ネタ作り担当、立ち位置は向かって左。
福岡県筑紫野市出身。身長184cm、体重113kg。血液型はA型。
福岡大学卒業。大学まで野球部に所属。愛称は川ちゃん。

## 経歴
2人は福岡県立筑紫中央高等学校の同級生。学祭で漫才をしてウケたことから、大学進学後にアマチュアとしてコンビを結成し、M-1グランプリに出場。警固公園で路上ライブをするなどして地元で知名度が高まっていき、大学4年生のときにアマチュアながら単独ライブを開催する。2006年、M-1グランプリ3回戦に進出する。
2007年4月、ワタナベエンターテインメント九州事業本部のオーディションを受けて1期生として所属。2013年には福岡所属ながら東京の「ワタナベエンターテインメントライブ 冬のスペシャルバージョン～ナンバー1決定戦」で優勝するなど、九州事業本部のエースとして活躍する。
2014年1月1日、KBCラジオ『オールナイトPAO〜N』内および自身の公式ブログにて「2014年4月にワタナベエンターテインメントに移籍し、活動拠点を東京に移す」と発表。東京転居後に、事務所の方針を受けてコンビ名を『ブルーリバー』に変更。
2016年3月に青木が大病を患い、リハビリのために福岡へ帰郷。川原はピンで東京で活動を続けた。2017年1月4日、『PAO～N・金の卵』に出演し「活動拠点を東京から福岡へ2017年頭に戻し再出発します!」と述べている。なお、コンビ名は『ブルーリバー』のまま。

## 芸風
主に漫才を行っており、博多弁を前面に押し出している。単独ライブの時はコントも行っている。

## 戦歴
- M-1グランプリ2006 - 3回戦進出（アマチュア時代）
- M-1グランプリ2007 - 2回戦進出
- M-1グランプリ2008 - 2回戦進出
- キングオブコント2008 - 2回戦進出
- M-1グランプリ2015 - 3回戦進出
- M-1グランプリ2018 - 2回戦進出
- M-1グランプリ2019 - 2回戦進出
- M-1グランプリ2021 - 2回戦進出（棄権）[7]

## 出演

### 現在の出演番組

#### テレビ
- めんたいワイド（2010年4月 - 、FBS） - 火曜リポーター
- 夢空間スポーツ（2020年4月 - 、FBS） - MC
- ばりすき!（2021年4月 - 、テレQ） - レギュラー
- ブルーリバーの望むところだ!（2021年7月 - 、テレQ） - レギュラー
- 地元応援live Wish+（2022年4月 - 、KBC）- 木曜レギュラー（コンビで隔週）
- ももち浜ストア（2022年4月 - 、TNC）- 木曜レギュラー（コンビで隔週）
- バリはやッ!ZIP!（2022年10月3日 - 、FBS） - レギュラー ※川原のみ
- たくなる（2023年4月 - 、テレQ） - パラシュート部隊とのダブルMC
- 地元検証バラエティ 福岡くん。（FBS） - 不定期出演 ※青木のみ

#### ラジオ
- ハッピーアワー（2023年4月 - 、KBCラジオ）- 月曜日、木曜日パーソナリティ。[8]
- ブルーリバー青木 談笑 （2023年6月 - 、KBCラジオ）※青木のみ
- MANDAN（2024年5月14日 - 、KBCラジオ）- 火曜日パーソナリティ[9]

### 過去の出演番組

#### テレビ
- ますだおかだのでたぁトコ勝負（ファミリー劇場）
- ストリートファイターズ（2006年5月12日・11月4日、テレビ朝日）
- 爆笑ピンクカーペット（2007年11月26日、フジテレビ） - キャッチコピーは『博多のしめこみ芸人』
- あっは研究室（2008年7月9日 - 、テレQ） - レギュラー
- おにぎりあたためますか（2009年2月、北海道テレビ放送）
- 爆笑ホワイトカーペット（2009年4月4日、フジテレビ） - キャッチコピーは『博多の怪力芸人』
- ピィース!（TNC）
- ちかっぱ!（TNC）
- クッキングパパ（TNC制作、フジテレビ系スペシャルドラマ）
- 九州だんじ（テレビ西日本、毎週金曜日1:55 - 2:25）
- チラチラパンチ（2010年4月 - 2021年3月、テレQ）
- 人志松本の○○な話（2010年9月19日・2011年6月24日、フジテレビ）※川原のみ
- 人志松本のすべらない話（2011年6月25日、フジテレビ）※川原のみ
- オンバト+（NHK総合）戦績 6勝1敗 最高KB:517KB
- 日10☆演芸パレード（2013年4月14日、毎日放送・TBS）
- 雨上がり決死隊のトーク番組アメトーーク!（テレビ朝日）※全て川原のみ
  - 若手プレゼン大会（2013年6月22日）
  - プレゼン大会（同年10月17日）
  - 福岡芸人会（2014年2月13日）
  - iPhone使いこなせない芸人（2015年1月29日）
  - 博多屋台大好き芸人（同年9月3日）
- 第4回オンバト+ チャンピオン大会（2014年3月22日、NHK）
- PON!（2014年4月 - 2015年3月、日本テレビ） -  突撃芸人担当（月曜日）
- 笑神様は突然に…（2015年2月20日、日本テレビ）※川原のみ
- ざっくりハイタッチ（2015年10月3日、テレビ東京）※川原のみ
- 速報!有吉のお笑い大統領選挙2015春（2015年4月26日、テレビ朝日）
- 有吉の壁（2015年8月3日、日本テレビ）
- HAPPY MONDAY BASEBALL 今週のプロ野球とことん予想（BSスカパー）※川原のみ
- くりぃむナンチャラ（2014年10月18日・10月25日・2015年3月7日・3月14日・2016年12月17日・12月24日、テレビ朝日） ※2016年は川原のみ
- くりぃむしちゅー特番　芸能界最強！お笑いマニア王決定戦（2017年1月3日、テレビ朝日）※川原のみ
- これが城識（じょうしき）?あっぱれ!北九州（2018年4月1日 - 2020年3月、FBS）※川原のみ
- 有吉ぃぃeeeee!そうだ!今からお前んチでゲームしない?（2020年4月12日、テレビ東京）※川原のみ
- クイズ福岡72市区町村 ここはどこ？（TVQ）
  - 2020年度（2020年9月19日）※川原のみ
  - 2021年度（2021年9月25日）
  - 2022年度（2022年3月26日）
- グルメドラフトシリーズ（TVQ）
  - 2020 福岡最強のカレーベスト5（2020年1月4日）
  - 2020 福岡最強の鍋ベスト5（2020年12月27日）
  - 2021 福岡最強のパンベスト5（2021年12月26日）
  - 2022 福岡のラーメンベスト5（2022年12月29日）
- HKTのピシャッと48（2020年12月19日 - 2021年8月、TNC）※川原のみ
- 九州沖縄○○すぎる！選手権3（2023年1月27日、NHK総合・九州沖縄地方）
- にちようももち（2021年10月17日 - 2023年3月26日、TNC） - 不定期出演
- 日曜もシエスタ（2020年10月4日 - 2023年3月26日、RKB） - 不定期出演 ※川原のみ

#### ラジオ
- n.g.!（CROSS FM）
- CROSS SUPER SUNDAY（2007年7月15日 - 2008年9月28日、CROSS FM） - ナビゲーター
- VERO②VA（2009年4月 - 2014年3月、KBCラジオ） - パーソナリティ
- PAO〜N（2011年4月1日 - 2014年3月28日、KBCラジオ） - 金曜日サブ パーソナリティ
- 博多っ子芸人 BLUE RIVERのなんでもよかぁ〜（2013年4月1日・5月3日、ニッポン放送） - 15:00 - 16:00
- ビビる大木のBrat!Brat!（文化放送）
- 夕方じゃんじゃん（2017年4月6日 - 2021年3月25日、KBCラジオ） - 木曜日パーソナリティ
  - ホークスじゃんじゃん（2017年4月4日 - 2020年9月、KBCラジオ） - 月曜 - 木曜日パーソナリティ
- KBC長浜横丁 タコ焼き岩部（KBCラジオ） - サブ パーソナリティ
- KBCふるさとWish （2021年4月 - 2023年6月、KBCラジオ）※青木のみ
- PAO〜N 第3部 カチタカ!（2021年4月 - 2023年3月、KBCラジオ）- 月曜日、水曜日、木曜日パーソナリティ
- LBレコード（不定期、KBCラジオ） - 火曜日パーソナリティ[10]

### CM
- ジョージア・マックスコーヒー - 2009年2月18日から全国放送 ※青木のみ）
- 三井住友銀行「カードレスが選びちゃいますローン」編（2023年 - ）